# Яйко-Перегінське

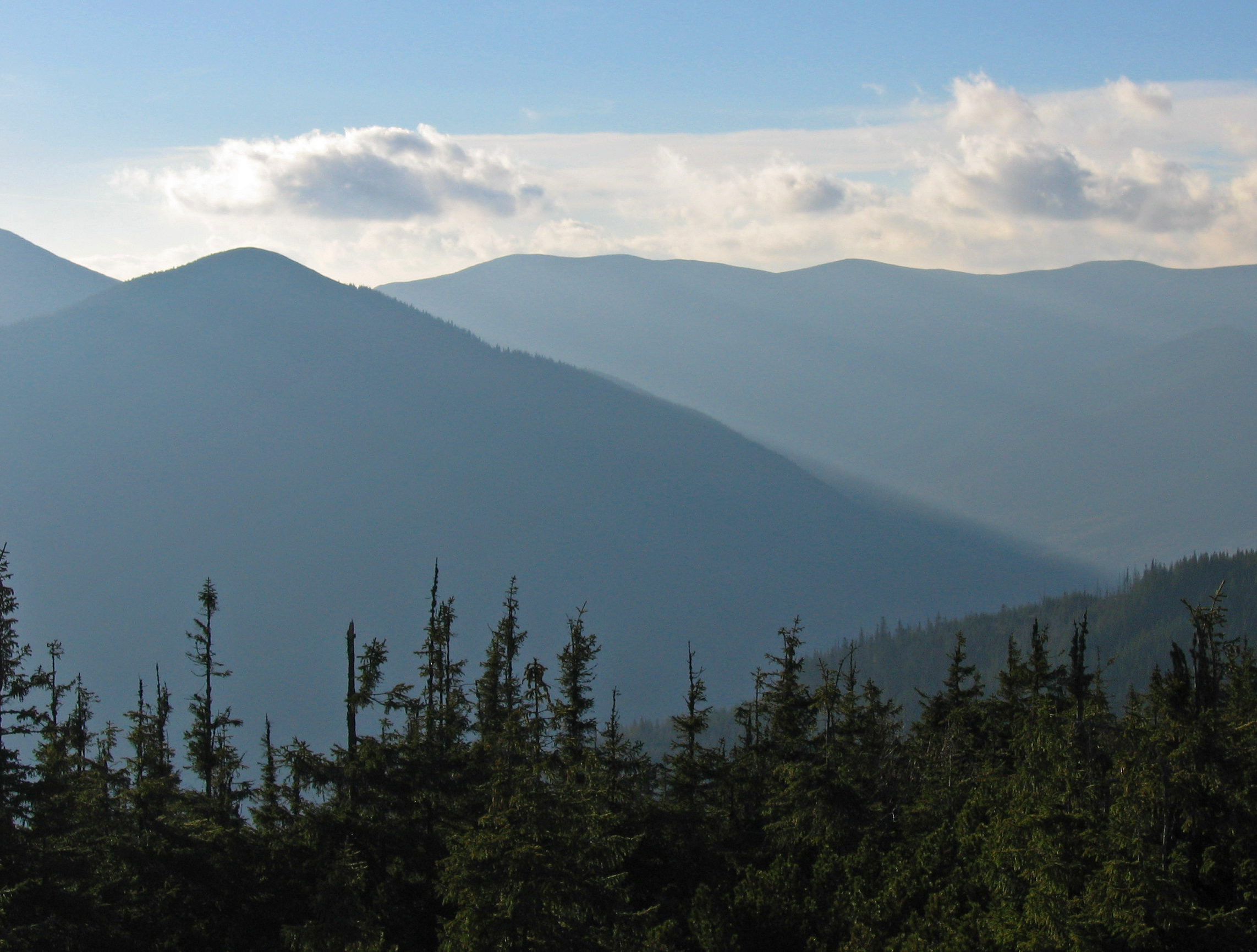
Вид на Яйко-Перегінське з вершини г. Мале (Аршиця)

Я́йко-Пере́гінське — гірська вершина в масиві Горгани (Українські Карпати). Розташована в межах Рожнятівського району Івано-Франківської області, на захід від села Осмолода.
Висота 1595,6 м. Схили гори покриті смереково-буковим лісом, вершина — жерепом. На південних схилах розташований ботанічний заказник «Яйківський», на південно-східному схилі — Урочище Гуки. Поблизу гори розташована пам'ятка природи — Верхове болото (Яйко), також існує популяція туруна Фабра українського.
Назву гора отримала за характерну форму, що нагадує яйце.
Під горою течуть потоки Росохан, Мшана, Молода (басейн Лімниці). Найближча гірська вершина — гора Молода (на південний захід).